# Municipio de El Progreso
Municipio de El Progreso är en kommun i Guatemala.   Den ligger i departementet Departamento de Jutiapa, i den södra delen av landet, 80 km öster om huvudstaden Guatemala City.